# Neues Kloster (Buxtehude)

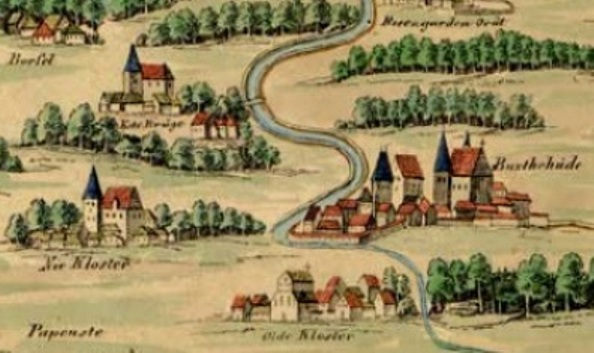
Buxtehude und das Nie Kloster auf Melchior Lorcks Elbkarte von 1568

Das Neue Kloster oder Nie Kloster war ein Benediktinerinnenkloster in dem nach ihm benannten Stadtteil Neukloster von Buxtehude. Es bestand von 1274 bis 1647. Von den Gebäuden ist nichts erhalten. An seiner Stelle wurde 1903 die St.-Marien-Kirche errichtet.

## Kloster
Johann von Schulte und seine Frau Hildburg gründeten 1270 aus ihren Besitzungen am später Neuenkirchen genannten Ort eine Eigenkirche. Vier Jahre später stifteten sie bei der Kirche ein Benediktinerinnenkloster mit dem Patrozinium St. Maria und Johannes Evangelist. Die ersten Konventualinnen kamen aus dem Alten Kloster. 1286 veranlassten die Stifter die Verlegung des jungen Konvents nach Bredenbeck westlich von Buxtehude. Zur Unterscheidung vom nahen Alten Kloster hieß das jüngere Benediktinerinnenkloster nun Neues Kloster, und auch die Ortschaft wurde Neukloster genannt.
Im 14. und 15. Jahrhundert bestand der Konvent überwiegend aus Töchtern hamburgischer Bürgerfamilien. 1477 erfolgte der Anschluss an die Bursfelder Kongregation. Fünf Nonnen aus dem Kloster Ebstorf trieben die damit verbundenen Reformen voran. Im Dezember 1499 wurde das Neue Kloster durch die Schwarze Garde geplündert und niedergebrannt, jedoch mit Hilfe aus Hamburg und Lüneburg in kurzer Zeit wiederaufgebaut.
Als das Erzstift Bremen um die Mitte des 16. Jahrhunderts zur lutherischen Reformation überging, hielten die Benediktinerinnen am katholischen Glauben fest, wie Visitationsprotokolle von 1611 und 1617 dokumentieren.
Als das Erzstift Bremen am Ende des Dreißigjährigen Kriegs in schwedischen Besitz kam, wurde das Kloster aufgehoben, und schwedische Offiziere erhielten die Gebäude und Ländereien zum Geschenk. Die Ordensfrauen wurden aus den Klostereinkünften auf Lebenszeit versorgt. Die letzte Konventualin, Margarete Jansen, starb 1705. Nach ihr ist in Neukloster heute eine Straße benannt.

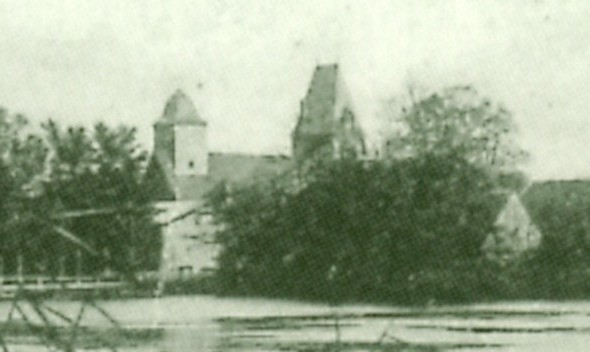
Die ehemalige Klosterkirche (li.) und der neue Ostturm von St. Marien (re.); Aufnahme von 1904

## Klosterkirche
Die im Jahr 1500 erneuerte Klosterkirche diente seit schwedischer Zeit als evangelische Pfarrkirche. Im Lauf der Jahrhunderte wurde sie baulich nur notdürftig instand gehalten.
1903/04 entstand neben der alten Kirche die St.-Marien-Kirche als neugotischer Saalbau mit Ostturm. Nach ihrer Einweihung 1904 erfolgte der Abriss der alten Kirche. Viele der Steine und Balken wurden nach dem Abriss von den Anwohnern im Dorf wiederverwendet. In jüngerer Zeit wurden im Pflaster des Kirchplatzes ihre Umrisse sichtbar gemacht.